# Illatos bibircsvirág
Az illatos bibircsvirág (Gymnadenia odoratissima) a kosborfélék családjába tartozó, Európában honos, meszes talajú réteken élő, Magyarországon védett növényfaj.

## Megjelenése
Az illatos bibircsvirág 35-47 cm magas, lágyszárú, évelő növény. Ikergumói a talajban találhatók. 3-4 tőlevele szálas vagy szálas-lándzsás alakú, fényes, kékeszöld, hosszuk 8-16 cm, szélességük 0,3-0,9 cm. A virágzat murvalevelei rózsásan futtatott zöld színűek, 0,5-1,1 cm hosszúak, 0,17-0,25 cm szélesek.  
Május-júliusban virágzik. Virágzata 4-11 cm hosszú, laza vagy tömöttebb fürt, amelyet 40-80 világosrózsaszín vagy bíborvörös (néha akár fehér), erősen vaníliaillatú virág alkot. A külső lepellevelek (szirmok) hossza 3,5-5,5 mm, szélessége 2-3 mm; a belsőké 3,5-5 mm, illetve 2,7-3,2 mm. A belső lepellevelek és a külsők közül a középső sisakszerűen összeborul. A mézajak 3,8-5 mm hosszú és 3,5-4 mm széles, gyengén háromkaréjú, a középső lebeny ék alakú, csúcsa lekerekített. Sarkantyúja 3,7-5,5 mm hosszú (a magháznál rövidebb vagy max. olyan hosszú), 0,5-0,7 mm vastag, némileg lefelé görbül.  
Termése 5-6 mm hosszú, 2-2,5 mm vastag toktermés, benne átlagosan 1140 (340-3060) apró maggal.

### Hasonló fajok
A szúnyoglábú bibircsvirág levelei szélesebbek, virágzata nyúlánkabb, tömöttebb, a virágok sarkantyúja a magháznál másfél-kétszer hosszabb. 

## Elterjedése
Európai faj, elterjedésének határai nyugaton Északkelet-Spanyolország, északon Közép-Németország és a Baltikum (elszigetelt dél-skandináv populációkkal), keleten az Urál-hegység, délen Közép-Olaszország és az Észak-Balkán. 2600 méteres magasságig fordul elő. Magyarországon a dombvidékeken él, állományainak 84%-a itt található. Szórványos előfordulású, az Északi-középhegységből, a Duna-Tisza-közéről, a Pilisből és a Keszthelyi-hegységből ismert.  

## Életmódja
Sziklagyepeken, pusztafüves lejtőkön, lápréteken él. A meszes talajt kedveli, élőhelyein a talaj pH-ját 7,5-8,0 közöttinek (átlagosan 7,8) mérték.    
Hajtásai tavasszal jelennek meg a felszínen. Május végétől július elejéig virágzik, középnapja június 18. Megporzásáról lepkék (sakktáblalepke, fehérgyűrűs csüngőlepke, kökénylepke, szemeslepkék), fejeslegyek, poloskák, fényiloncák gondoskodnak. A megtermékenyülés hatékonysága 31-100% közötti. Levelei augusztusra száradnak el, termései július végére, augusztusra érnek be. Vegetatívan is szaporodhat. A szúnyoglábú bibircsvirággal alkotott hibridjét Magyarországon is megfigyelték, de hibridizálódhat a Pseudorchis, Nigritella, Dactylorhiza nemzetségek képviselőivel is.    

## Természetvédelmi helyzete
Az illatos bibircsvirág nagy területen elterjedt és helyenként viszonylag gyakori is lehet, bár az utóbbi időben egyes populációi visszaszorultak. A Természetvédelmi Világszövetség Vörös listáján "nem fenyegetett" státusszal szerepel. Magyarországon eddig összesen 20, 1990 óta 13 állományát mérték fel, visszaszorulása 35%-os. Hazai állományai kicsik, fogyatkozóak, csak egy éri el a száz példányos nagyságrendet. Teljes egyedszámát legfeljebb ezerre becslik. 1982 óta védett, természetvédelmi értéke 50 000 Ft.

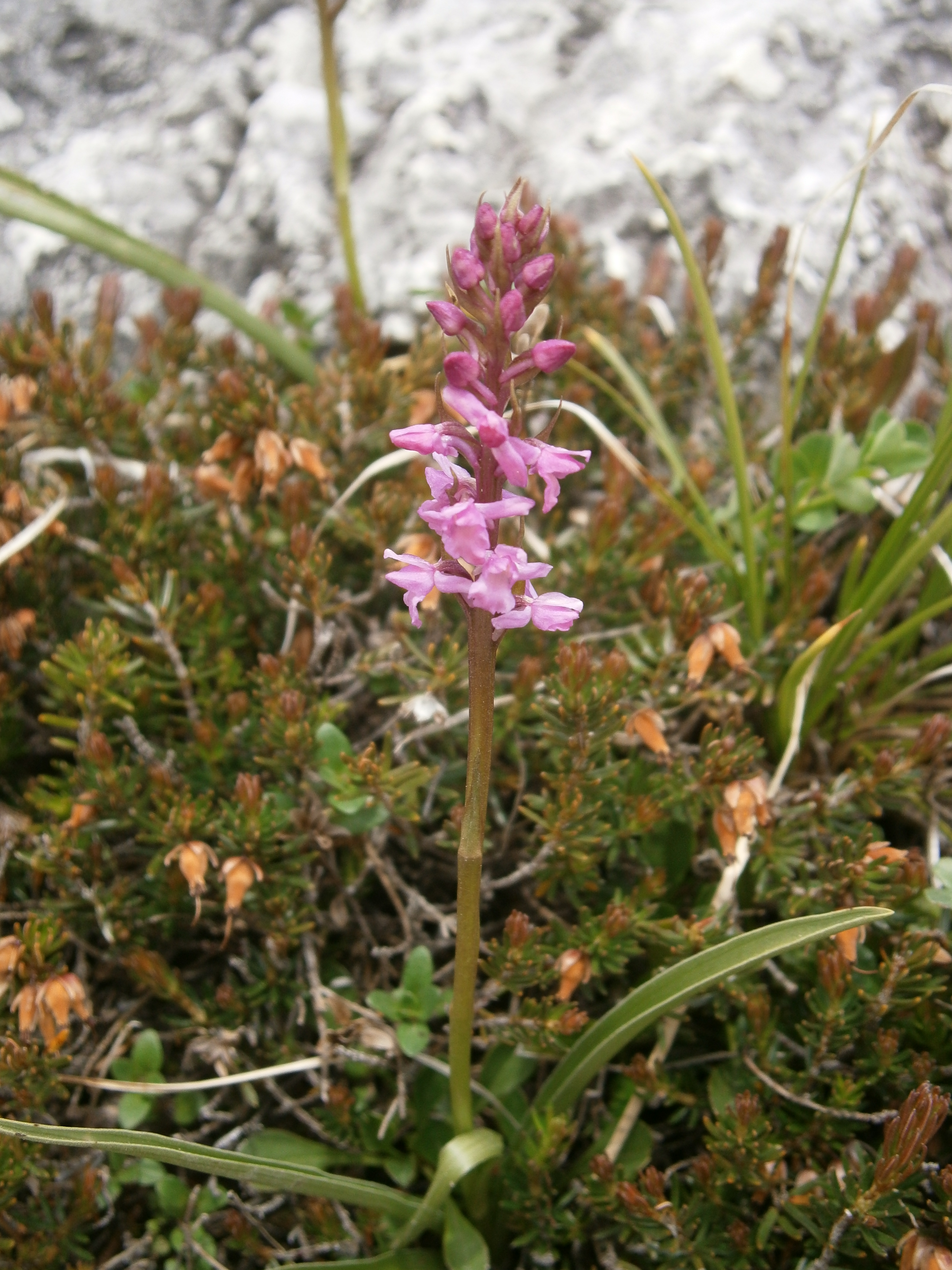
Habitusa
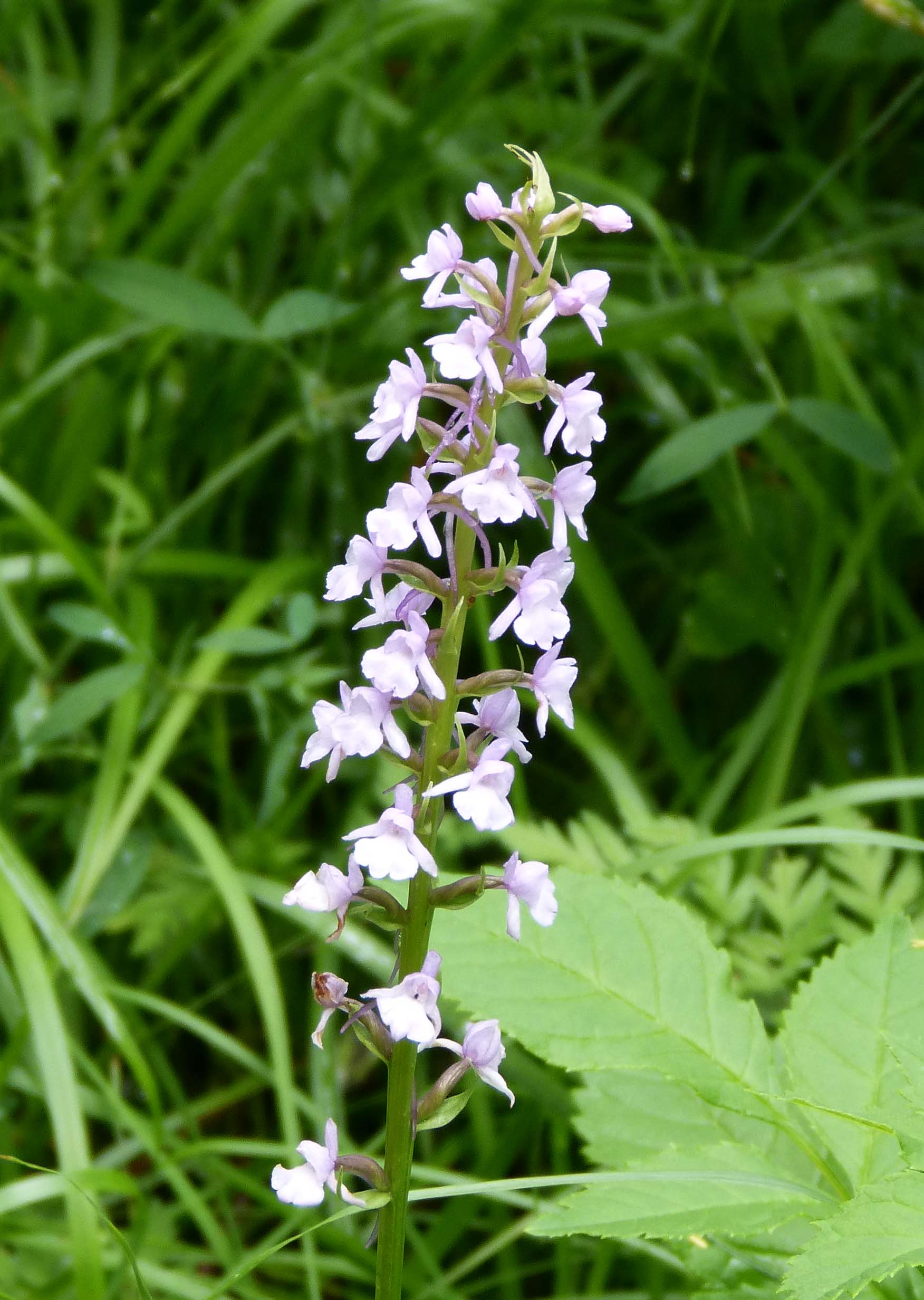
Fehér változata
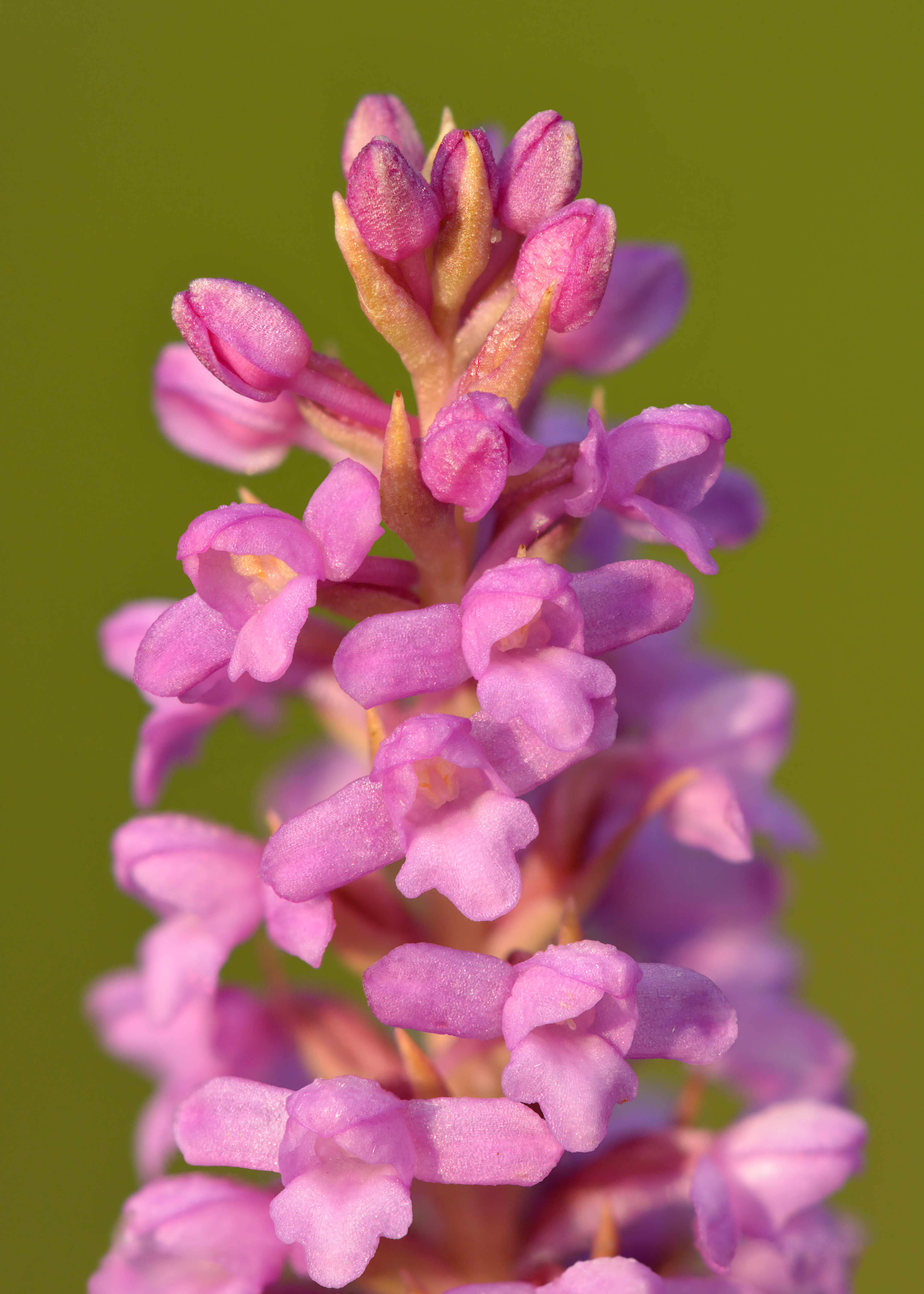
Virága
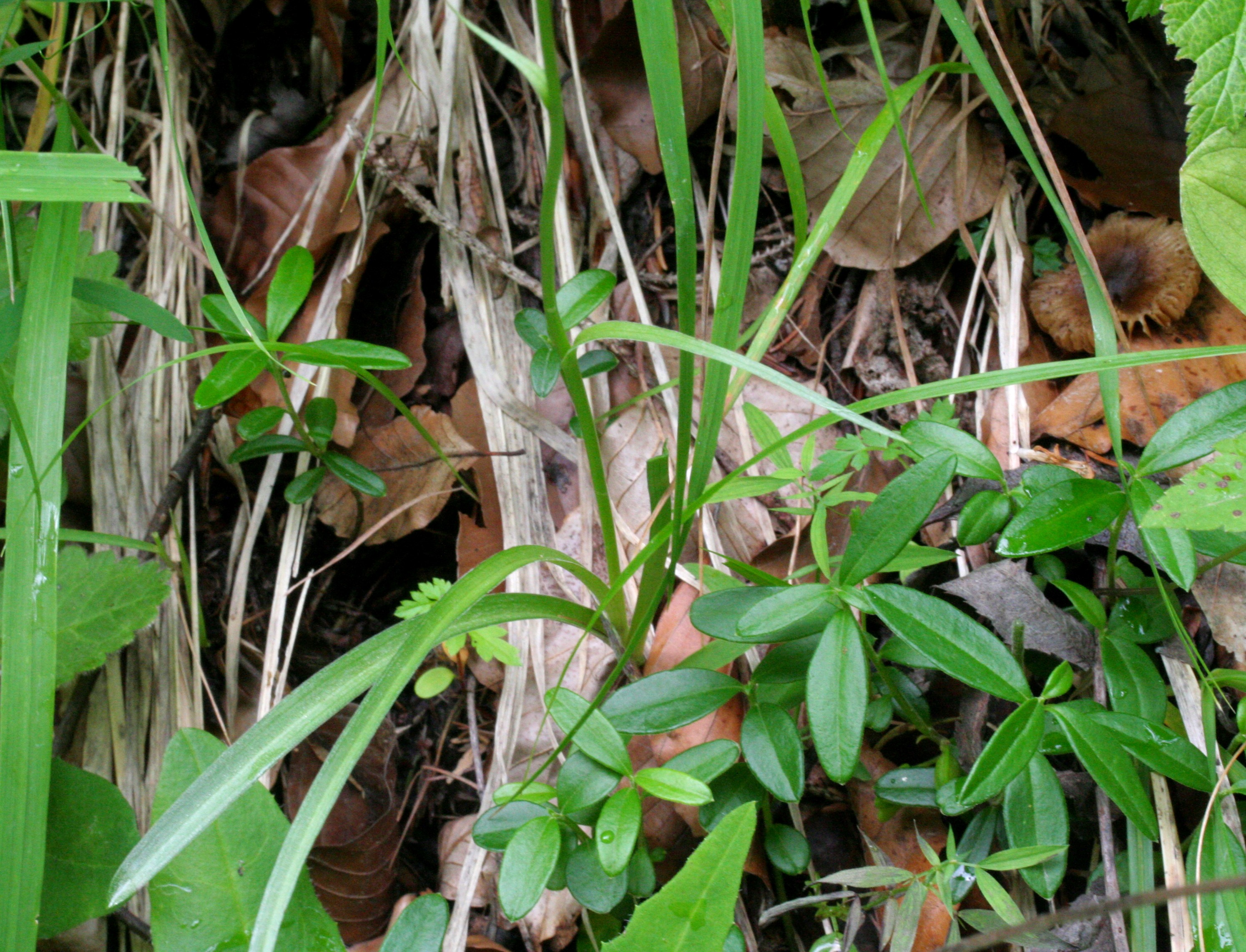
Levelei
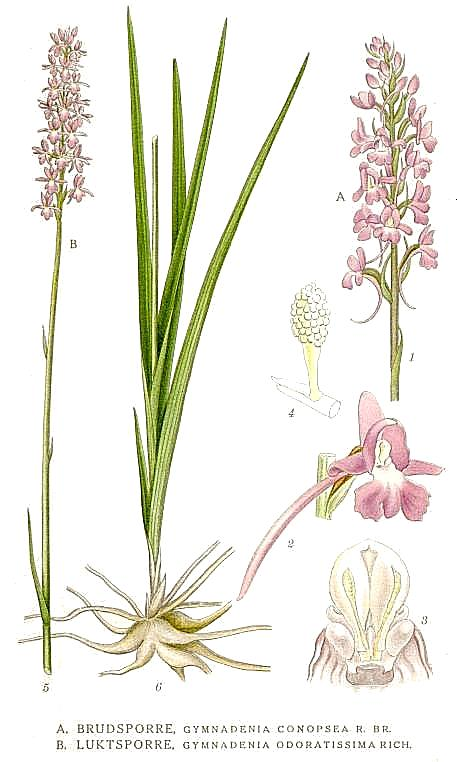
Ábrázolása egy svéd botanikakönyvben (1917-1926)